# Tokyo International Airport
Tokyo International Airport (東京国際空港 Tōkyō Kokusai Kūkō), almindeligvis kendt som Haneda Airport (羽田空港 Haneda Kūkō) (IATA: HND, ICAO: RJTT), er Japans travleste lufthavn og den ene af de to lufthavne i Tokyo-området. Den er beliggende i bydistriktet Oota 14 km syd for Tokyo Station.
Haneda Lufthavn åbnede i 1931 som Haneda Flyveplads (羽田飛行場 Haneda Hikōjō). Indtil 1978 var Haneda den primære internationale lufthavn, der betjente Tokyo. Fra 1978 til 2010 håndterede Haneda næsten alle indenrigsflyvninger til og fra Tokyo, mens Narita International Airport håndterede størstedelen af de internationale flyvninger. I 2010 åbnede en international terminal i Haneda i forbindelse med færdiggørelsen af en fjerde landingsbane. Dette medførte en kraftig stigning i antallet af internationale flyvninger til og fra Haneda, som tidligere kun havde charterflyvninger til Seoul, Shanghai, HongKong og Taipei. Den japanske regering planlægger at udvide Hanedas internationale rolle i fremtiden.
Haneda håndterede 64.211.074 passagerer i 2010. Målt på antal passagerer var det Asiens næst travleste og verdens femte travleste, efter Atlantas Hartsfield-Jackson Atlanta International Airport, Beijing Capital Airport, Chicago O'Hare International Airport og London Heathrow Airport. Tokyo har med Haneda og Narita tilsammen verdens tredje travleste lufthavnssystem efter London og New York.
Haneda er den primære base for Japans to største indenrigs-flyselskaber Japan Airlines (Terminal 1) og All Nippon Airways (Terminal 2), foruden lavprisselskaberne Hokkaido International Airlines, Skymark Airlines, Skynet Asia Airways og StarFlyer. Efter udvidelsen i 2010 har lufthavnen en kapacitet på 90 mio. passager årligt.
I december 2009 udnævnte ForbesTraveller.com Arkiveret 23. december 2008 hos  Wayback Machine Haneda Airport som den mest punktlige lufthavn i verden for andet år i træk, med 94,3 % af afgangene til tiden og 88,6 % af ankomsterne til tiden.

## Historie
Haneda Flyveplads (羽田飛行場 Haneda Hikōjō) åbnede i 1931 som en flyveplads på et smalt stykke land ved kysten, i den sydlige del af det nuværende lufthavnsområde. På daværende tidspunkt var det Japans største civile lufthavn. Gennem 1930'erne håndterede Haneda flyvninger til destinationer i Japan, Korea og Manchuriet. I 1939 blev den første landingsbane udvidet til 800 m og landingsbane nr. 2 på 800 m blev færdiggjort. Indtil 1978 var Haneda den primære internationale lufthavn, der betjente Tokyo. Fra 1978 til 2010 håndterede Haneda næsten alle indenrigsflyvninger til og fra Tokyo, mens Narita International Airport håndterede størstedelen af de internationale flyvninger. I 2010 åbnede en international terminal i Haneda i forbindelse med færdiggørelsen af en fjerde landingsbane. Dette medførte en kraftig stigning i antallet af internationale flyvninger til og fra Haneda, som tidligere kun havde charterflyvninger til Seoul, Shanghai, HongKong og Taipei.

## Terminaler
Haneda Lufthavn har tre passagerterminaler. Terminal 1 og 2 er forbundet med en underjordisk gangbro. En gratis shuttlebus forbinder alle terminaler. Rute A kører mellem Terminal 1 og 2 hvert fjerde minut, mens Rute B kører ensrettet fra Terminal 3, 2, 1, derefter tilbage til Terminal 3 hvert fjerde minut.